# アイホップ

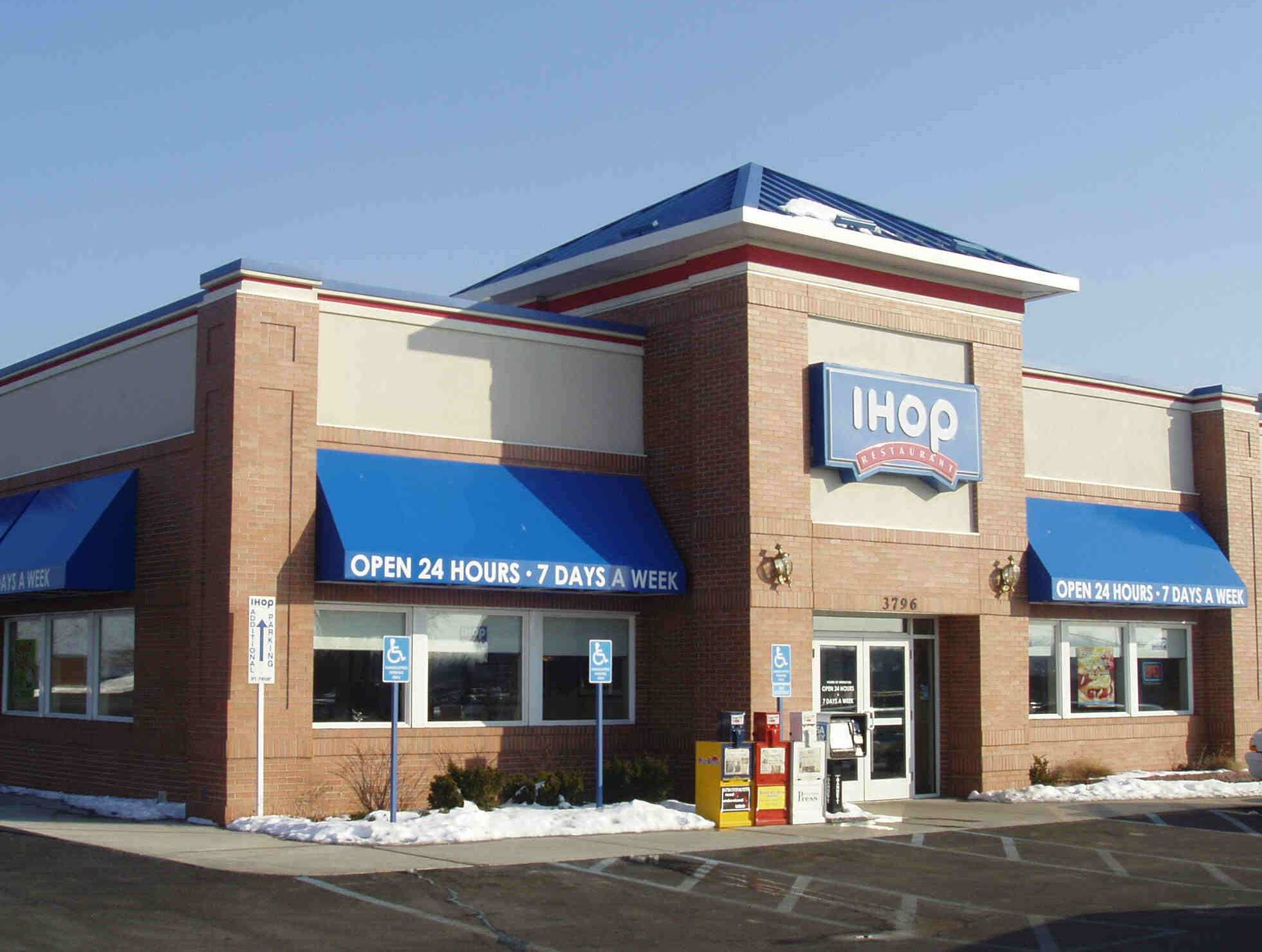
店舗の例（ニューヨーク州ポキプシー）

アイホップ（IHOP）は、朝食メニューに特化した、アメリカ合衆国を本拠とするレストランチェーンである。
メニューにはハンバーガーやフライドポテト、スープ、サラダのような品目も用意されているものの、中心となっているのはパンケーキ（ホットケーキ）、ワッフル、フレンチトースト、オムレツ、ブリンツのような朝食向きの食べ物である。

## 概要
1958年、ジェリー・ラピン（Jerry Lapin）、アル・ラピン（Al Lapin）とアルバート・カリス（Albert Kallis）がシャーウッド・ローゼンバーグ （Sherwood Rosenberg）の援助を受け、カリフォルニア州ロサンゼルスのトルカレーク地区に「The International House of Pancakes」を創業した。以後、アメリカ合衆国のほぼ全土に店舗を展開し「アメリカのアイコン」を自称しているほか、カナダのブリティッシュコロンビア州、メキシコのヌエボ・レオン州モンテレイとメキシコシティにも店舗を持つ。2006年12月31日時点での店舗数は1,302店舗。本部はカリフォルニア州グレンデール。
伝統的な合掌造りの同社店舗は徐々に減り、より実用的な店舗設計が用いられるようになったが、おなじみとなった青い屋根は残っている。「IHOP」というブランドを設定した当初は、International House Of Pancakesの頭文字「I」「H」「O」「P」部分を強調するロゴが用いられたが、現在は姿を消した。アイホップは、International House of Pancakesという長い名前の使用を段階的に、かつ正式に廃止してきた。また、ハンバーガーの提供開始を機に、2018年6月11日からブランド名を「IHOB」に改名したが、約1ヵ月後に「IHOP」に戻した。
一部店舗は年中無休24時間営業であり、クリスマスや正月のような休日にも営業している。
最近の広告キャンペーンには「Why not eat breakfast for dinner tonight?」（今夜のディナーに『朝食』はいかが?）といった特徴的な宣伝文句があった。別のキャンペーンは、斬新な名前の付いたメニュー品目を中心に展開された。例えば「Rooty Tooty Fresh 'n Fruity Breakfast」など。このメニューは、
- 生バナナスライス
- 冷えたイチゴ
- 暖かいブルーベリー
- シナモン入りアップルコンポート

のいずれかがトッピングされた2枚のバターミルクパンケーキと、好みの焼き方を注文できる目玉焼き、ベーコンとソーセージで構成されている。
各テーブルにはコーヒーのボトルと、ブルーベリー味、ボイゼンベリー（ブラックベリーとラズベリーの交配種）味、バターペカン味、イチゴ味のシロップが入った容器が置かれている。また、暖かいメープルシロップのサービスもある。
最近は、単なる朝食レストランを越えた存在になるべく、中核メニューに大きな変化が起きている。新しいメニューでは、ランチやディナーのメインディッシュが数々提供されている。
「International」（国際的）というチェーンの名称は、3つの中心的なクレープ風パンケーキに由来する。
- ドイツ風（レモンバターとレモン）
- フランス風（オレンジママレード）
- スウェーデン風（コケモモとコケモモバター）

などを巻いたクレープが、目玉焼き、ベーコンとソーセージと共に「International Passport Breakfast」（国際パスポート朝食）として提供される。
近年、ヌテラやデンマーク風（果物のコンポートと甘いクリームチーズ）などがメニューに加わった。フレンチトーストやベルギーワッフルのようなメニューが、「国際的」というテーマを更に強化している。
2006年2月28日、年に1度の「全国パンケーキの日」プロモーションを催し、すべての客に「short stack」（ショートスタック、パンケーキ3枚）を無料提供した。ちなみにアイホップの「full stack」（フルスタック）はパンケーキ5枚で、これは無料ではない。

## 日本のアイホップ
1978年、株式会社長崎屋がInternational House of Pancakes社と提携し、郊外型洋菓子レストラン「アイホップ」（iHOP、iは小文字）を関東地方及び九州地方に展開した。のちに長崎屋の外食事業本部が分社独立し、子会社「株式会社おあしす」となる。
2000年に長崎屋が倒産。2001年、グループ再建の一環として、おあしすはアイホップ32店舗を株式会社ビストロゼンショクへ譲渡した。IHOP社との提携は解消。譲渡された店舗は他の外食店舗へ転換されたため、アイホップは日本から姿を消した。